# Spades
Spades (in italiano "picche") è un gioco di carte ideato negli Stati Uniti durante gli anni trenta. Questo gioco discende dalla famiglia dei giochi di carte Whist, che comprende anche il bridge e hearts.

## Il gioco
Spades può essere giocato da due o più giocatori, ma solitamente si gioca in quattro a coppie di due.
Per giocare si utilizza un mazzo standard da 52 carte (esclusi i jolly). Per ogni seme, il valore delle carte va in ordine crescente di numero: 2, 3, 4, 5, 6, 7, 8, 9, 10, J, Q, K, A.
Picche è il seme che ha valore superiore agli altri semi di qualsiasi carta. Cuori, fiori e quadri hanno tutte la stessa importanza dopo le picche. Pertanto il 2 di picche vale più dell'asso di qualsiasi altro seme.
Lo scopo del gioco è, dopo aver dichiarato un contratto, giocare le carte in modo da realizzarlo. Vince chi per primo ottiene 500 punti o fa sì che gli avversari ricevano penalità per 200 punti.

### Svolgimento del gioco
La partita ha inizio con un giro di dichiarazioni. La dichiarazione ha lo scopo di prevedere il numero esatto di prese che verranno effettuate da ogni giocatore.
Lo scopo di Spades è realizzare il contratto.

Il contratto viene realizzato effettuando o perdendo prese. Quando si fa una dichiarazione alta si presuppone di effettuare un certo numero di prese. Quando si fa una dichiarazione bassa si presuppone di lasciare le prese agli avversari.
Il seme della prima carta che viene messa in tavola, è il seme che comanda e la carta può essere superata aggiungendo una carta di picche o una carta più alta dello stesso seme.
Il primo di mano è sempre il giocatore alla sinistra del mazziere. Il gioco prosegue in senso orario. È obbligatorio rispondere con carte dello stesso seme. Se un giocatore non ha carte dello stesso seme può giocarne una di un altro seme.
Il giocatore di mano può giocare la carta che preferisce, con una sola eccezione: nessun giocatore può iniziare una mano con una carta di picche, a meno che non sia già stata giocata almeno una carta di picche o il giocatore abbia solo picche in mano.
Il gioco continua fino a quando non sono state effettuate tutte e 13 le prese.

### Punteggio
Quando sono state effettuate tutte e 13 le prese di una mano ne viene calcolato il punteggio. I punti dei due giocatori di ogni coppia si sommano.
Se una coppia manca il contratto per aver effettuato un minor numero di prese rispetto a quelle dichiarate, viene penalizzata dell'intero valore del contratto.
Ogni presa vale 10 punti. Ad esempio, un contratto di sei vale 60 punti se viene realizzato, -60 altrimenti.
Se una coppia manca il contratto per aver effettuato un maggior numero di prese rispetto a quelle dichiarate, cioè ha fatto delle prese extra, ottiene il valore del contratto più un punto per ogni presa extra. La penalità per avere mancato la dichiarazione consiste nel ricevere un punto "bag" per ogni presa extra.
I punti bag di per sé non hanno alcun valore, ma vengono totalizzati. Quando una coppia totalizza 10 punti bag viene penalizzata di 100 punti. Una volta detratti i punti, vengono anche detratti 10 punti bag.
Il contratto di una dichiarazione di zero prese può essere Nil, cioè con un valore di 100 punti, o Double Nil, con un valore di 200 punti. Per ogni presa effettuata su una dichiarazione Nil o Double Nil, oltre ad aver mancato il contratto, si accumula un punto bag. Nella versione di Spades inclusa in alcune versioni di Microsoft Windows, il Double Nil è dichiarabile solo "al buio", cioè prima di aver visto le proprie carte.
Vince la partita la coppia che per prima totalizza 500 punti. Se entrambe le coppie superano i 500 punti nella stessa mano vince quella che ha fatto più punti. La partita termina anche quando una coppia finisce una mano con una penalizzazione di 200 o più punti.
Se il punteggio è pari si procede ad oltranza fino alla vittoria di una delle due coppie.